# آدم‌کش (فیلم ۲۰۱۹)
آدم‌کش (انگلیسی: Killerman) یک فیلم اکشن جنایی آمریکایی محصول سال ۲۰۱۹ با بازی لیام همسورث، اموری کوئن، دایان گررو، زلاتکو بوریچ، سورج شارما و نیکولا شرلی است. این فیلم در ۳۰ اوت ۲۰۱۹ در ایالات متحده اکران شد.
این فیلم داستان مردی را به تصویر می‌کشد که در نیویورک بدون هچ خاطره‌ای به همراه میلیون‌ها دلار پول از خواب بیدار می‌شود، طولی نمی‌کشد که او در جستجوی پاسخ سوالاتش، خیابان‌های شهر را زیر پا می‌گذارد و…

## بازخوردها
در راتن تومیتوز، این فیلم بر اساس ۲۰ نقد، با میانگین امتیاز ۳٫۶ از ۱۰، امتیاز ۳۰ درصدی را کسب کرده‌است. اجماع انتقادی سایت چنین می‌گوید: «گاهی اوقات به‌عنوان یک اکشن هیجان‌انگیز کاملاً مؤثر است، اما تمایل کیلرمن برای رضایت دادن به حد متوسط، مانع از دستیابی آن به پتانسیل واقعی وسوسه‌انگیزش می‌شود».